# 姆西拉
姆西拉（阿拉伯语：‎）是阿尔及利亚姆西拉省的省会。